# Tigrioides laniata
Tigrioides laniata är en fjärilsart som beskrevs av George Francis Hampson 1914. Tigrioides laniata ingår i släktet Tigrioides och familjen björnspinnare. Inga underarter finns listade i Catalogue of Life.